# Tono-Bungay
Pour les articles homonymes, voir Tono (homonymie) et Bungay.
Tono-Bungay est un roman semi-autobiographique de H. G. Wells publié en 1909.
L'histoire est racontée par George Ponderevo, un étudiant en science qui est sélectionné pour aider à la promotion du « Tono-Bungay », produit vendu comme un remède universel miraculeux mais qui est en fait un stimulant nocif créé par son ambitieux oncle Edward. Le produit du charlatan semble être basé sur le modèle des médicaments brevetés que sont les comprimés pour le foie de Carter (Carter's Little Liver Pills en anglais, i.e. du Bisacodyl) ou ceux du docteur William pour les gens pâles (censés soigner la chorée), commercialisé par John Morgan Richards. Grâce à sa prospérité nouvelle, George accède rapidement à un statut social plus élevé, qui lui offre des opportunités qu'il n'avait pas désirées, ni même imaginées. Le roman dépeint de façon satirique l'ascension sociale d'Edward, et la gêne de George face à ce changement qui l'affecte lui aussi. La vie personnelle du héros est décrite avec une franchise inhabituelle pour un roman édouardien, depuis son mariage infructueux avec Marion jusqu'à sa liaison avec la très libérée Effie, en passant par sa relation condamnée avec l'honorable Béatrice Normandy, qu'il connaît depuis son enfance.
Fidèle à son nom, l'empire commercial du Tono-Bungay s'étend excessivement puis finit par s'effondrer. George essaye de soutenir les finances de son oncle en volant le « quap », composé radioactif provenant d'une île africaine mais l'expédition est un échec : il aide donc son oncle à s'échapper d'Angleterre avec l'aéroplane qu'il a inventé, mais une fois en France Edward meurt de la fièvre. Le roman se ferme sur George, devenu concepteur de cuirassé et offrant ses services au plus offrant.
« Oncle Pondevero » est décrit comme un vendeur malin, trouvant constamment de nouvelles idées pour promouvoir le Tono-Bungay et inventant de nouvelles conditions nécessaires à son efficacité : « George, whad'yer think of T.B. for sea-sickness?... No harm trying, George. We can but try.... It 'ud give 'em confidence, George. »
Wells a par ailleurs produit un croquis de Pondevero pour une publicité alléguant que le Tono-Bungay permet de lutter contre la grippe en « agissant comme une sorte de sauce Worcestershire pour le phagocyte, le mettant en appétit et en faisant un véritable loup pour le bacille de la grippe ».